# (31) Euphrosyne
(31) Euphrosyne ist ein sehr junger Asteroid des äußeren Asteroiden-Hauptgürtels. Mit einem Durchmesser von 267 km befindet sich Euphrosyne gerade noch unter den 10 größten Asteroiden des Hauptgürtels, wo sie den letzten Platz belegt. Sie hat einen natürlichen Begleiter mit der Bezeichnung S/2019 (31) 1.

## Entdeckung und Benennung
Euphrosyne wurde am 1. September 1854 vom deutsch-amerikanischen Astronomen James Ferguson am Naval-Observatorium in Washington, D.C. entdeckt. Er ist der erste Asteroid, der von Nordamerika aus entdeckt wurde.
Benannt wurde der Himmelskörper nach Euphrosyne, einer der drei Chariten (Grazien) der griechischen Mythologie.
Insgesamt wurde der Asteroid durch mehrere erdbasierte Teleskope beobachtet. Im Februar 2023 lagen insgesamt 2976 Beobachtungen über einen Zeitraum von 163 Jahren vor.

## Bahneigenschaften

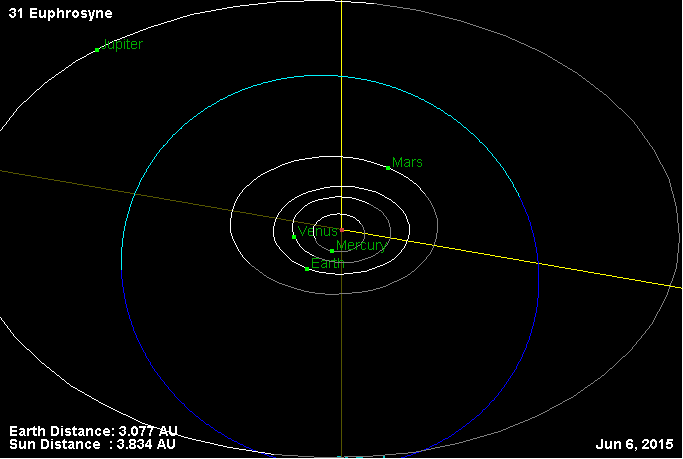
Umlaufbahn von Euphrosyne

### Umlaufbahn
Euphrosyne umkreist die Sonne auf einer prograden, elliptischen Umlaufbahn zwischen 370 Millionen km (2,47 AE) und 575 Millionen km (3,84 AE) Abstand zu deren Zentrum. Die Bahnexzentrizität beträgt 0,216, die Bahn ist mit 26,3° stark gegenüber der Ekliptik geneigt. Ihre Bahn liegt demnach im äußeren Asteroidengürtel.
Die Knoten der Umlaufbahn liegen nahe dem Perihel und Aphel, das Perihel liegt dabei am nördlichsten Punkt der Umlaufbahn. Während Oppositionen im Perihel steht Euphrosyne sehr hoch über dem nördlichen Himmel und von Ländern auf der Südhalbkugel wie Chile oder Neuseeland unbeobachtbar.
Euphrosyne ist der Namensvetter einer komplexen Familie von etwa zweitausend Asteroiden, die ähnliche spektrale Eigenschaften und Bahnelemente aufweisen. Man nimmt an, dass sie durch eine Kollision vor etwa 280 Millionen Jahren entstanden sind. Alle Mitglieder haben relativ hohe Bahnneigungen. Das zweitgrößte Objekt in dieser Gruppe ist (895) Helio, welcher wahrscheinlich ein „Eindringling“ ist und seine eigene Familie bildet.
Die Umlaufzeit von Euphrosyne beträgt 5,62 Jahre.

### Rotation
Euphrosyne rotiert in 5 Stunden und 31,8 Minuten einmal um ihre Achse. Daraus ergibt sich, dass der Asteroid in einem Euphrosyne-Jahr 8907,7 Eigendrehungen („Tage“) vollführt.

## Physikalische Eigenschaften

### Größe
Die bisherigen Beobachtungen weisen auf einen vergleichsweise nur leicht unregelmäßig geformten Körper hin. Euphrosyne ist mit einem Abplattungswert von 0.9888 nach (1) Ceres und (10) Hygiea der dritt-rundeste Gürtelasteroid; allerdings ist sie weit davon entfernt, sich im Hydrostatischen Gleichgewicht zu befinden. Die genaueste Durchmesserbestimmung (Geometrisches Mittel) liegt bei 267 bis 268 km, basierend auf einem Rückstrahlvermögen von 5-6 % und einer absoluten Helligkeit von 6{\displaystyle {\stackrel {\text{M}}{\text{,}}}}9. Hinsichtlich der genauen Dimensionen liegt der präziseste Wert bei 294 × 280 km × 248 km.
Euphrosyne ist mit einer scheinbaren Helligkeit von 10{\displaystyle {\stackrel {\text{m}}{\text{,}}}}16 bis 13{\displaystyle {\stackrel {\text{m}}{\text{,}}}}61 (im Mittel 12{\displaystyle {\stackrel {\text{m}}{\text{,}}}}26) wesentlich lichtschwächer als die 30 zuvor entdeckten Asteroiden, daher lässt sie sich auch nicht durch ein Fernglas beobachten.
Ausgehend von einem mittleren Durchmesser von 267 km ergibt sich eine Oberfläche von etwa 224.000 km2, was in etwa der Fläche des Vereinigten Königreichs (ohne Überseegebiete) entspricht.
| Jahr                                         | Abmessungen km   | Quelle               |
| -------------------------------------------- | ---------------- | -------------------- |
| 2002                                         | 255,9 ± 11,5     | Tedesco (IRAS) u. a. |
| 2012                                         | 267,080 ± 2,611  | Masiero et al.       |
| 2019                                         | 259,866 ± 12,736 | Mainzer u. a.        |
| 2020                                         | 268 ± 6          | Yang u. a.           |
| 2021                                         | 268 ± 4          | Vernazza u. a.       |
| Die präziseste Bestimmung ist fett markiert. |                  |                      |

### Innerer Aufbau und Oberfläche

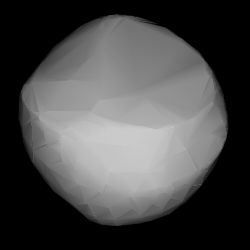
Euphrosyne als 3-D-Modell (VLT)

Es wird angenommen, dass Euphrosyne einst durch eine Kollision zerrissen wurde und daraufhin reakkretiert ist. Euphrosyne gehört zu den C-Typ-Asteroiden und besitzt eine dunkle kohlenstoffhaltige Oberfläche mit einem angenommenen Rückstrahlvermögen von 5 %. Die Oberfläche ist möglicherweise mit einer dicken Schicht von Auswurfsmaterial bedeckt, die von der Kollision herrührt, welche auch den Mond und die Kollisionsfamilie erschuf. Es gibt keine tiefen Becken. Alle Krater, die größer als 40 km Durchmesser haben, müssen flache Böden aufweisen, da sie sonst mit dem Very Large Telescope (VLT) sichtbar gewesen wären; dies deckt sich mit der Einstufung als C-Typ-Asteroid. Der Mangel an Kratern dürfte auch eine Folge des jungen Alters der Oberfläche sein.
Die Entdeckung des Mondes ermöglichte eine erste genaue Messung der Masse von Euphrosyne, die 1,7 ∙ 1019 beträgt, woraus eine Dichte von 1,7 g/cm3 resultiert. Die niedrige Dichte weist darauf hin, dass Euphrosyne zur Hälfte aus Wasser besteht, sollte die interne Porosität 20 % betragen.

## Das Euphrosyne-System
Im Jahr 2019 wurde ein kleiner Satellit (S/2019 (31) 1 alias Euphrosyne I) entdeckt, der vermutlich durch dasselbe Kollisionsereignis wie die Familie entstanden ist. Vorläufige Bahnberechnungen ergaben eine Orbitalperiode von etwa 1,2 Tagen und eine große Halbachse von 672 km. VLT-Bilder deuten darauf hin, dass der Mond einen Durchmesser von etwa 4 km hat, wenn man annimmt, dass er die gleiche Albedo wie Euphrosyne hat.
| Komponenten                  | Physikalische Parameter | Physikalische Parameter | Physikalische Parameter | Bahnparameter        | Bahnparameter  | Bahnparameter | Bahnparameter                | Entdeckung                |                      |                       |                   |
| Name                         | Durchmesser (km)        | Relativgröße (%)        | Masse (kg)              | Große Halbachse (km) | Umlaufzeit (d) | Exzentrizität | Inklination zur Ekliptik (°) | Absteig- ender Knoten (°) | Argument Perihel (°) | Mittlere Anomalie (°) | Datum Entdeckung  |
| ---------------------------- | ----------------------- | ----------------------- | ----------------------- | -------------------- | -------------- | ------------- | ---------------------------- | ------------------------- | -------------------- | --------------------- | ----------------- |
| (31) Euphrosyne              | 267,08                  | 100,00                  | 1,65 · 1018             | –                    | –              | –             | –                            | –                         | –                    | –                     | 1. September 1854 |
| S/2019 (31) 1 (Euphrosyne I) | 4,25                    | 1,59                    | ?                       | 672                  | 1,209          | 0,043         | 1,4°                         | 80,1                      | 135,2                | –                     | 15. März 2019     |